# Атентат в Оклахома Сити
Атентатът в Оклахома Сити е бомбена атака във федералната сграда „Алфред П. Мъра“ на 19 април 1995 г. в град Оклахома. Жертвите възлизат на 168 убити и над 680 ранени.
Това е най-смъртоносният вътрешен терористичен акт в историята на САЩ към днешна дата.
За атентата са осъдени бивши военнослужещи, като мотиви обикновено се посочват симпатиите им към частните милиции в САЩ и отмъщение за правителствените акции срещу тях. Самите терористи обаче посочват като една от причините Обсадата на Уейко през 1993, при която правителството на САЩ убива 76 цивилни.